# Sofiivka, Novotroiițke
Sofiivka (în ucraineană Софіївка) este un sat în comuna Volodîmîro-Illinka din raionul Novotroiițke, regiunea Herson, Ucraina.

## Demografie
Componența lingvistică a localității Sofiivka
     Ucraineană (94,7%)
     Rusă (4,82%)
     Alte limbi (0,16%)
Conform recensământului din 2001, majoritatea populației localității Sofiivka era vorbitoare de ucraineană (94,7%), existând în minoritate și vorbitori de rusă (4,82%).